# Мошненский замок
Мо́шненский замок (пол. Pałac w Mosznej) — замок эпохи архитектурной эклектики у деревни Мо́шна (Опольское воеводство). Дворцово-парковый ансамбль является одной из достопримечательностей Верхней Силезии.

## История
Старейшая часть здания датируется XVII веком. В 1866-1945 годах замок был резиденцией юнкерского рода Тиле-Винклеров. 
В ночь c 2 на 3 июня 1896 года в замке произошёл пожар, который в серьёзной мере повредил интерьер и крышу, уничтожил часть стен в стиле барокко. Вскоре замок был восстановлен, а в восточной стороне пристроено крыло в неоготическом стиле с зимним садом. В 1912-1914 гг было пристроено западное крыло в стиле неоренессанса. В результате последнего переустройства замок в настоящее время насчитывает 365 комнат и помещений общей площадью более 7 тысяч квадратных метров. Украшают замок 99 башен и башенок. Весь комплекс расположен на территории около 200 га.
Во время Второй мировой войны сооружения замка не пострадал, а в 1945 году хозяева эмигрировали в Германию. В то же время, внутренние помещения замка были расхищены, в результате утрачена библиотека, большая часть картин и деревянной резьбы; к настоящему времени полностью восстановлена лишь резьба. 
В 1960-1970-х годах в замке был санаторий.

## Туризм
В настоящее время замок функционирует как отель, но за отдельную плату возможно и свободное посещение. Рядом с замком расположены мини-зоопарк и конюшня.